# Reichskanzlei

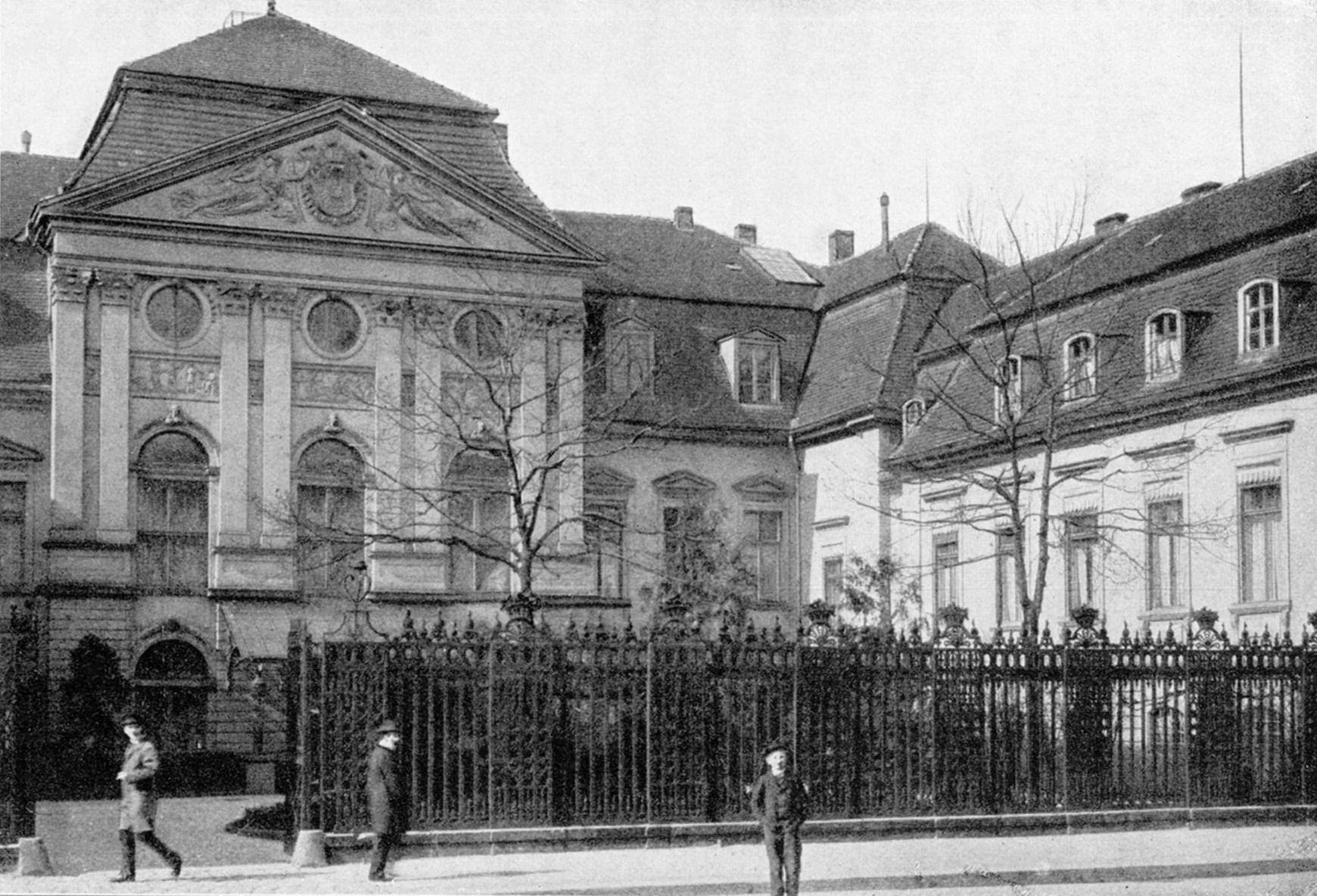
Reichskanzlerpalais, um 1895

Die Reichskanzlei war die Behörde des Reichskanzlers des Deutschen Reichs von 1878 bis 1945. Sie war vor allem für den Verkehr des Reichskanzlers mit den übrigen Reichs- und Staatsorganen verantwortlich. Ihre Leitung oblag einem Staatssekretär. Die Reichskanzlei wurde zuweilen auch „Reichskanzleramt“ genannt. Sie ist nicht zu verwechseln mit dem tatsächlichen Bundeskanzleramt des Norddeutschen Bundes, das seit 1871 Reichskanzleramt hieß. Dieses entwickelte sich ab 1878 zum Reichsamt des Innern.
Amtsgebäude der Reichskanzlei war ein Palais in der Wilhelmstraße 77 in Berlin. Das Reich hatte es 1875 auf Drängen Otto von Bismarcks als Sitz der Reichskanzlei erworben. Das Gebäude hieß nach dem Bauherren Palais Schulenburg oder der Familie des letzten Erwerbers Antoni Henryk Radziwiłł Palais Radziwill oder nach der Funktion Reichskanzlerpalais und ab 1930 nach einer Überformung Alte Reichskanzlei.

## Adelspalais

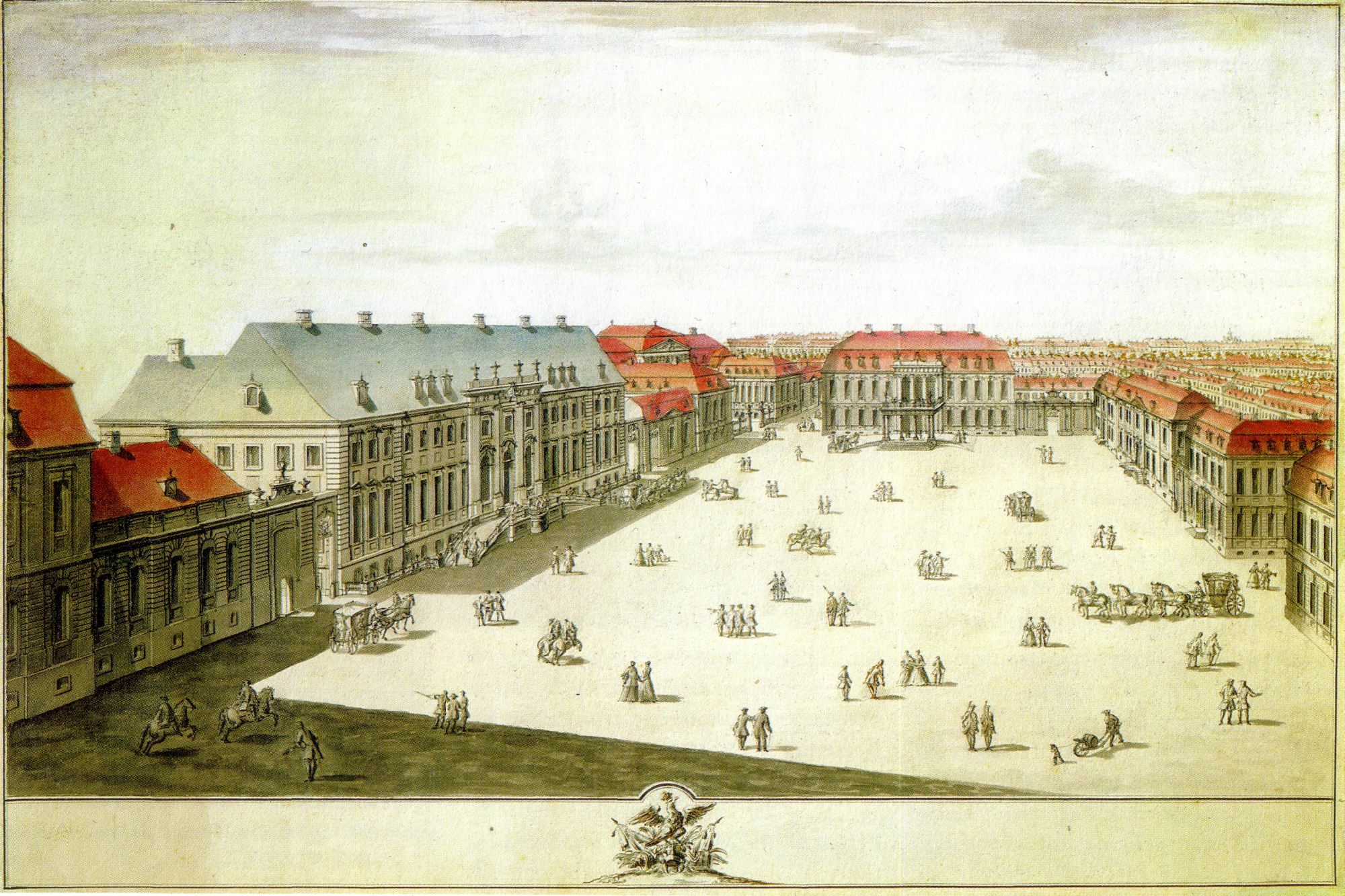
Wilhelmplatz um 1733: links (mit bläulichem Dach): Palais Marschall, rechts davon das (erst geplante) Palais Schulenburg (Wilhelmstraße 77, die spätere Reichskanzlei), an der Nordseite das Ordenspalais (Palais Waldburg).

Das Stadtpalais wurde 1738/1739 von Carl Friedrich Richter für den Generalmajor Graf Adolph Friedrich von der Schulenburg erbaut. Dieser war ein enger Vertrauter des „Soldatenkönigs“ Friedrich Wilhelm I., der die Friedrichstadt ausgebaut und vor allem für den Bau der Adelspalais in der Wilhelmstraße gesorgt hatte. Der König nahm 1740 sein letztes auswärtiges Mittagessen in diesem neu erbauten Palais ein. Nach seinem Tod schickte Friedrich II. den General Schulenburg, der bei ihm nicht in höchster Gnade stand, in den Ersten Schlesischen Krieg, in dem er 1741 in der Schlacht bei Mollwitz fiel.
Während die Friedrichstadt sonst von einer durchgehenden Häuserfront gekennzeichnet war, durfte dem Hauptgebäude hier ein von Seitenflügeln flankierter Ehrenhof vorgesetzt werden. Allerdings nahm man durch die Ausrichtung des benachbarten Palais Marschall auf die Mohrenstraße in Kauf, dass das Palais Schulenburg an die Nordwestecke des Wilhelmplatzes gedrängt wurde und sein Ehrenhof so ohne Bezug zur Platzanlage blieb.

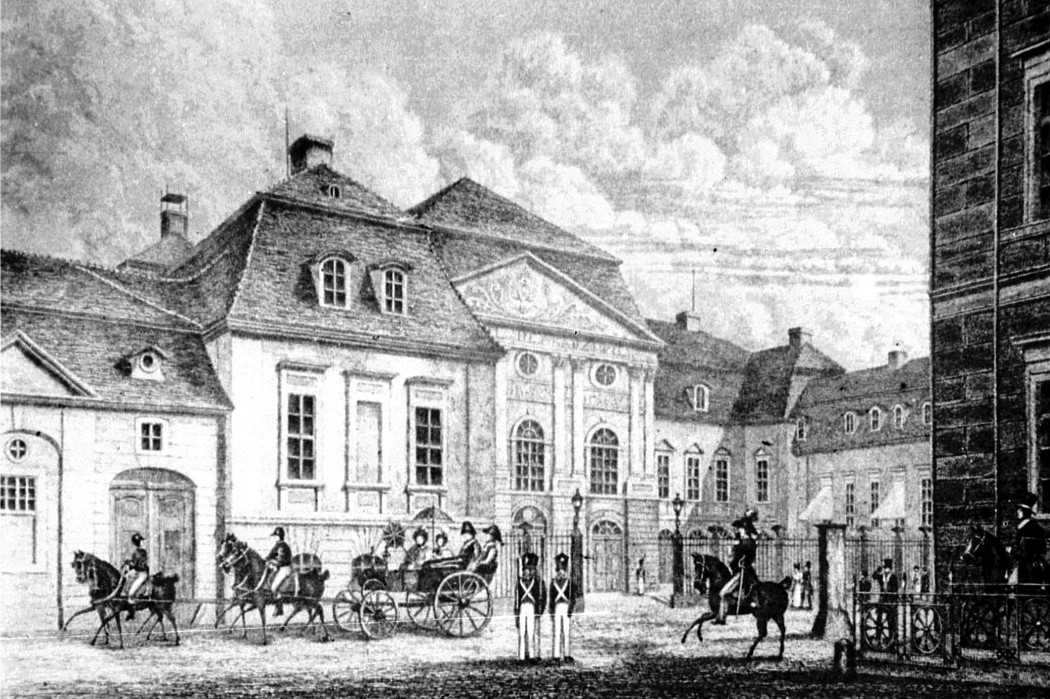
Palais Schulenburg-Radziwiłł, um 1830

Nach mehreren Besitzerwechseln erwarb 1795 der polnische Fürst Antoni Henryk Radziwiłł das Palais, nicht zuletzt, um seine Verlobung mit Prinzessin Luise von Preußen zu ermöglichen. Diese war im gegenüberliegenden Ordenspalais aufgewachsen, das ihr Vater Prinz Ferdinand als Herrenmeister des Johanniterordens bewohnte, der sich 1786 auch das Schloss Bellevue erbaut hatte. Die nicht ganz ebenbürtige Ehe mit dem komponierenden Fürsten, die die energische Prinzessin durchsetzte, gestaltete sich glücklich. Gemeinsam mit ihrem Mann empfing sie in ihrem Haus, dem nunmehrigen Palais Radziwiłł, zahlreiche Künstler und Gelehrte, mit denen sie ohne höfische Etikette verkehrte; sie unterhielt hier von 1796 bis 1815 einen Salon. Zu den Freunden des Hauses zählten die Gelehrten Wilhelm von Humboldt und Alexander von Humboldt, die Generäle Gneisenau und Clausewitz, die Salonnière Dorothea von Kurland, der Historiker Niebuhr und der Ministerpräsident Freiherr vom Stein. Auch Goethe, Chopin, Felix Mendelssohn Bartholdy und Karl Friedrich Schinkel gehörten zu ihren Gästen. Infolge zahlreicher polnischer Gäste wurde das Palais zum Symbol des „polnischen Berlins“. Die Teilungen Polens führten zu einer politisch schwierigen Situation, durch die Warschau zeitweise preußisch wurde. Antoni Henry Radziwiłł strebte ein möglichst unabhängiges Polen unter preußischem Schutz an, doch lag der Hauptteil seiner Besitzungen nach dem Wiener Kongress im russisch kontrollierten Kongresspolen, in Weißrussland und der Ukraine. Sein prunkvolles Radziwiłł-Palais im Zentrum von Warschau verkaufte er 1818 dem polnischen Staat, wurde Statthalter des preußischen Großherzogtums Posen und lebte überwiegend in Berlin. Sein Sohn Wilhelm von Radziwill und sein Enkel Anton von Radziwill wurden preußische Generäle.

## Regierungssitz

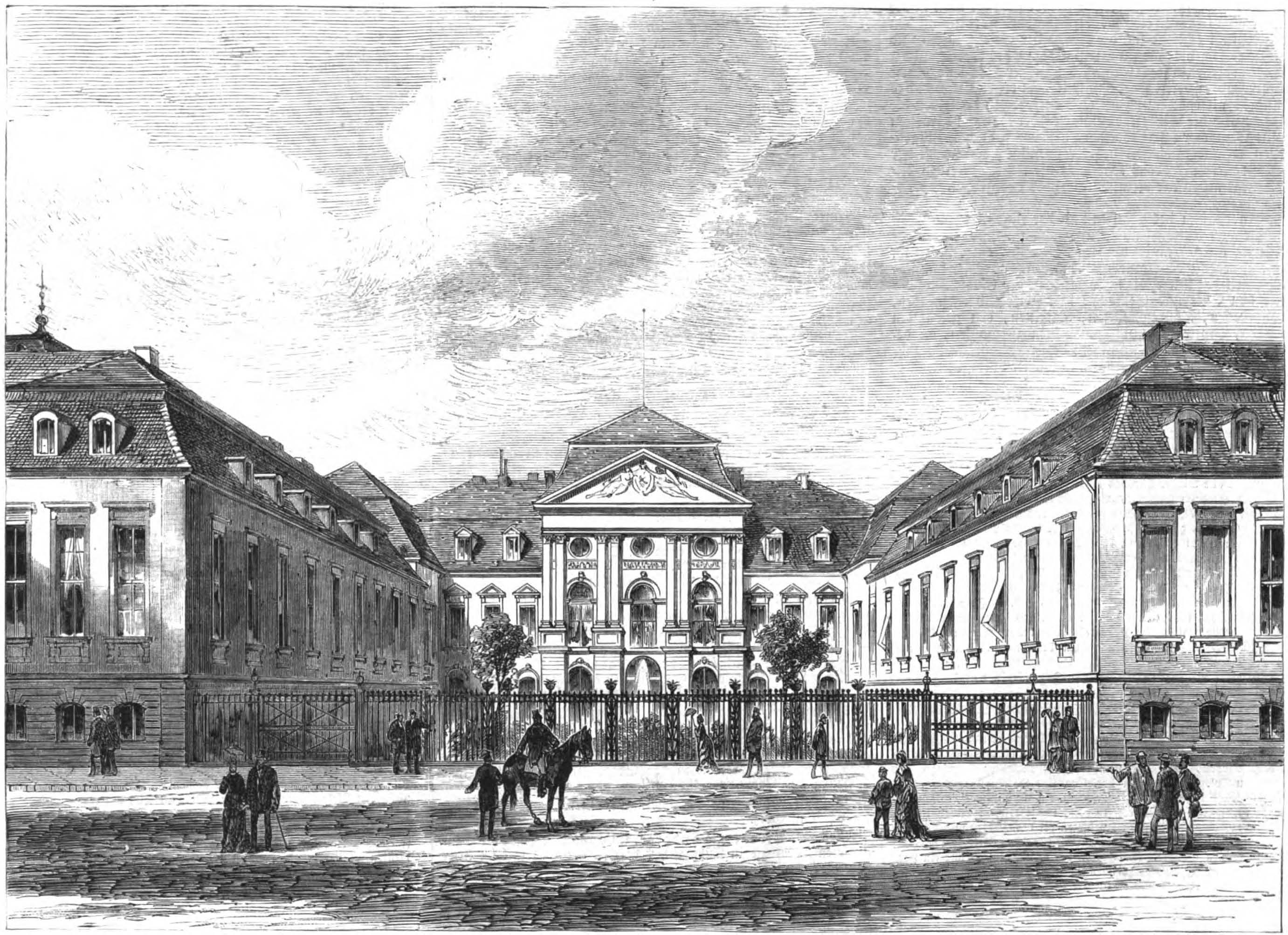
Reichskanzlerpalais (1878)

Im Jahr 1869 kaufte Bismarck das Palais von der Familie Radziwill für Zwecke der preußischen Staatsregierung. 1875 erwarb das Kaiserreich das Gebäude vom preußischen Staat, das in Zukunft als Wohn- und Amtssitz des jeweiligen Reichskanzlers diente. In den Jahren 1875–1878 erfolgte im Inneren des Gebäudes ein Umbau nach Plänen von Wilhelm Neumann. Ab 1878 nutzte Bismarck das Palais als Residenz und die neu gegründete Behörde Zentralbureau des Reichskanzlers bezog mit ihm zusammen das Palais. Bismarck schlug zudem die Umbenennung des Palais in Reichskanzlei vor.
Im Jahr 1878 tagte im Festsaal, in der Mitte des Obergeschosses, der Berliner Kongress, der unter der Vermittlung Bismarcks eine Beilegung der vorangegangenen Balkankrise aushandelte. Auch die Kongokonferenz (1884/1885), die die koloniale Aufteilung Afrikas regelte, fand an diesem Ort statt.
Zwischen 1928 und 1930 entstand ein Erweiterungsbau auf dem benachbarten Grundstück Wilhelmstraße 78. Die entsprechenden Vorarbeiten leitete der Staatssekretär der Reichskanzlei. Für das zu errichtende Gebäude gab es im Frühjahr 1927 einen Einladungs-Wettbewerb, der vorsah, die Lücke zwischen dem vorhandenen Kanzleigebäude und dem Palais Borsig stilistisch angepasst zu schließen. Für die notwendigen Arbeiten standen mehr als 200.000 Mark bereit (kaufkraftbereinigt in heutiger Währung: rund 867.000 Euro). Die Architekten Eduard Jobst Siedler und Robert Kisch waren die Sieger des Wettbewerbes und ihre Pläne wurden weitestgehend umgesetzt.
Das Reichskanzlerpalais war zwischen 1932 und 1933 vorübergehend Dienstwohnung des Reichspräsidenten Paul von Hindenburg, da zu dieser Zeit Hindenburgs Wohnung im Reichspräsidentenpalais (Wilhelmstraße 73) renoviert wurde. Obwohl er am 3. Dezember 1932 seinen Posten als Reichskanzler aufgeben musste, blieb Franz von Papen in seiner Dienstwohnung leben und hatte somit wiederholt unmittelbaren Kontakt zum greisen Staatsoberhaupt und Mitgliedern der Kamarilla. Der neue Kanzler Kurt von Schleicher lebte noch immer in seiner Wohnung im Bendlerblock.

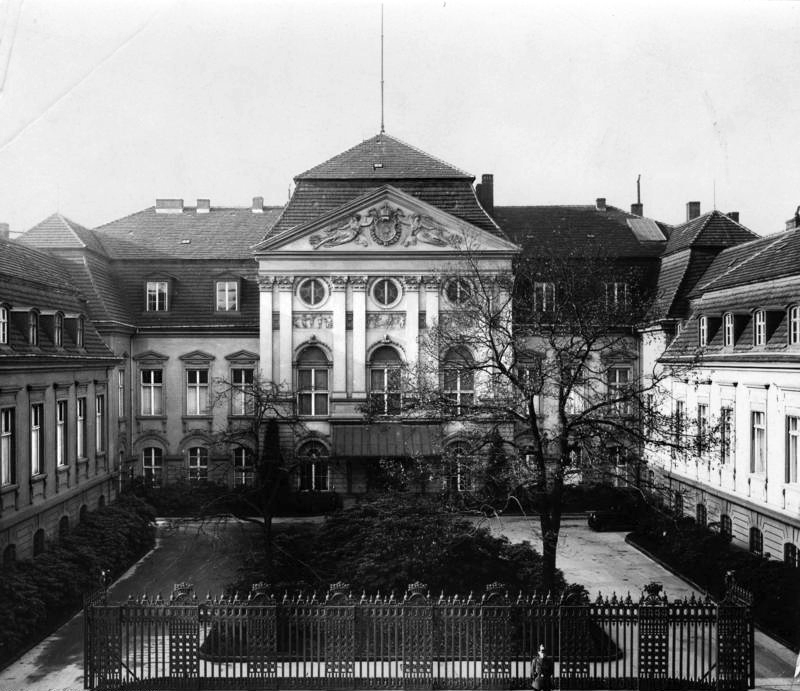
Ehrenhof
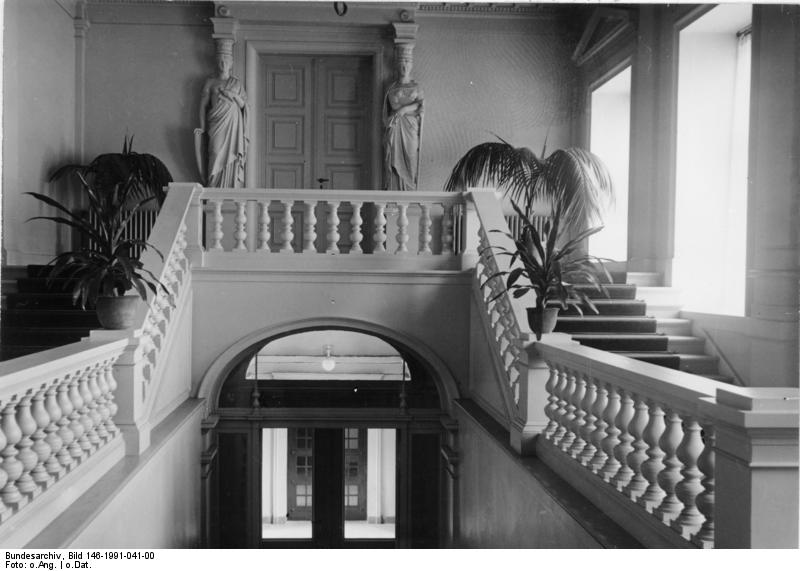
Treppenhaus
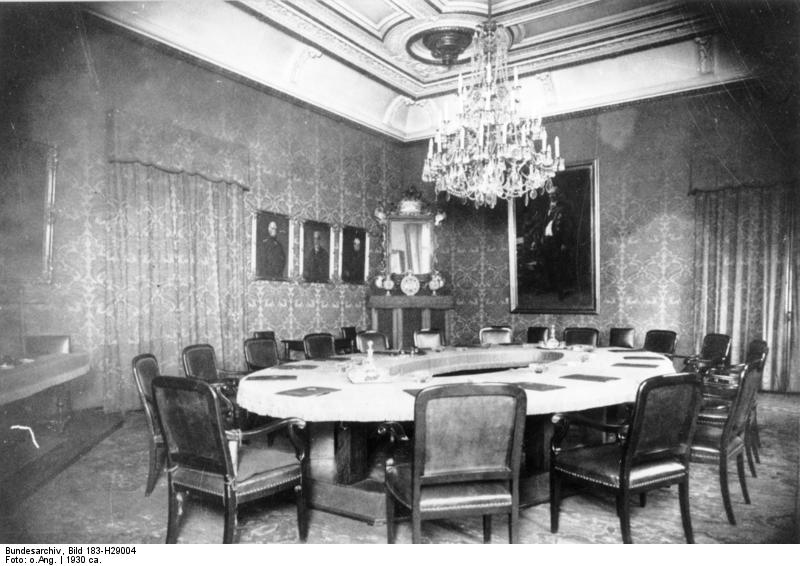
Alter Kabinettsaal
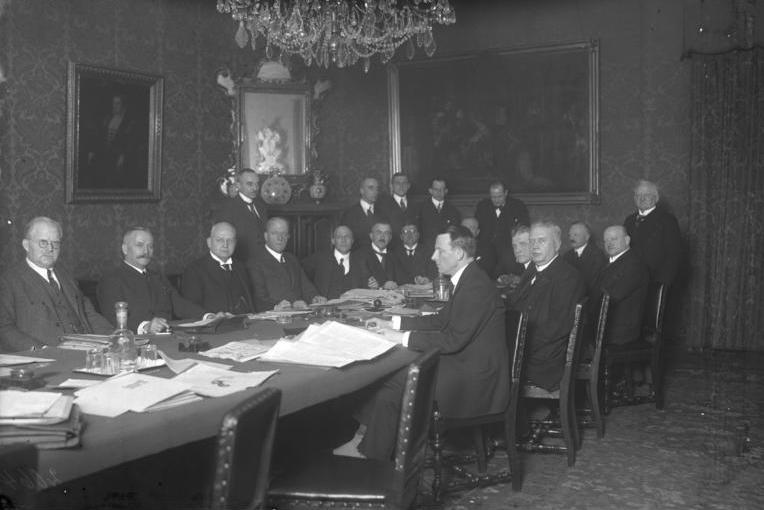
Kabinett Luther I (1925/26)
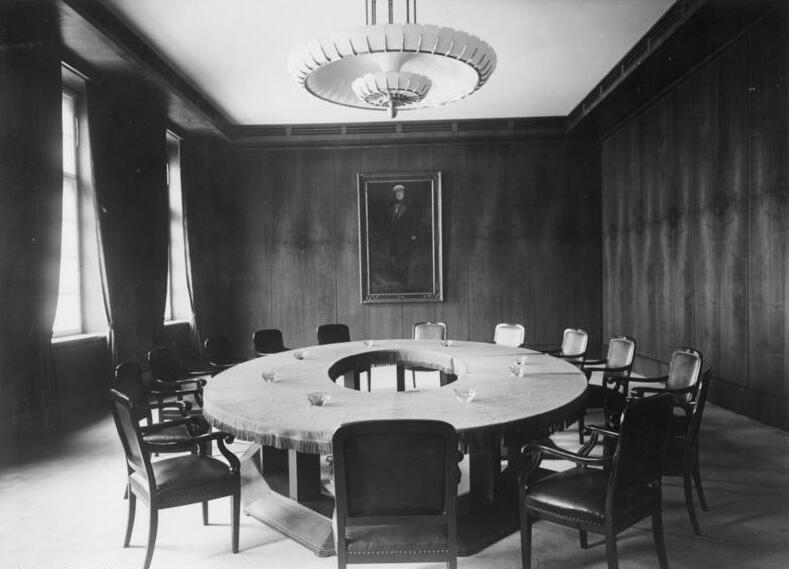
Neuer Kabinettsaal im Erweiterungsbau um 1930
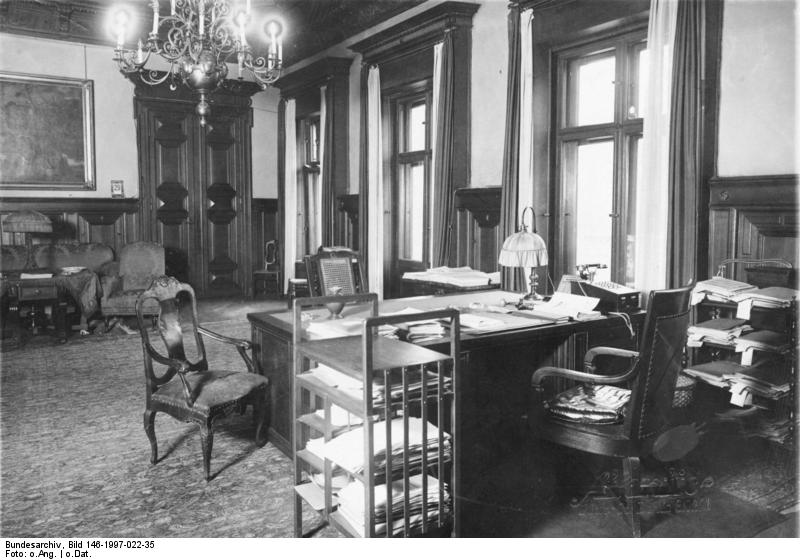
Arbeitszimmer des Reichskanzlers
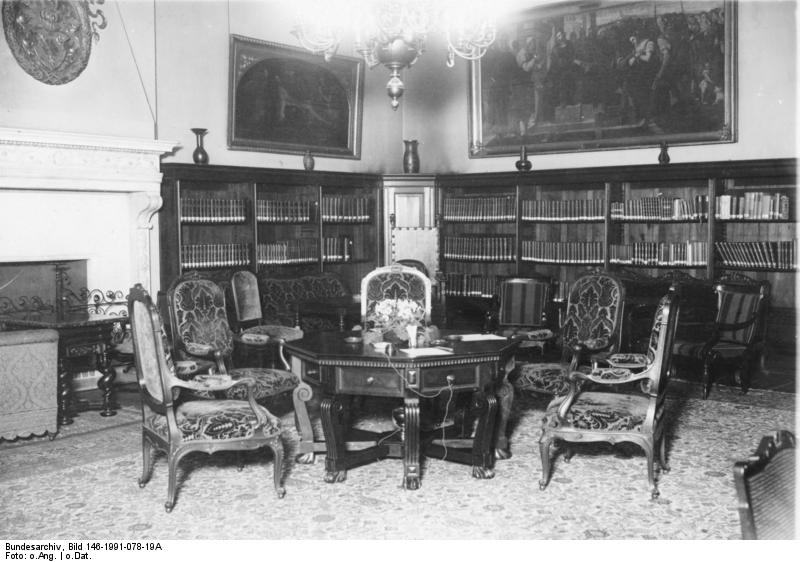
Bibliothek der Reichskanzlerwohnung, über dem Kamin das Bismarck-Wappen

## Zeit des Nationalsozialismus
In den Jahren 1934/1935 erfolgten ein erneuter Umbau sowie eine Neueinrichtung der Wohn- und Arbeitsräume für Adolf Hitler, der Führerwohnung, durch Paul Ludwig Troost, Gerdy Troost und Leonhard Gall. Dabei verlegten die Architekten die Repräsentationsräume für den Empfang von Gästen von der ersten Etage in das Erdgeschoss. Dieses beherbergte im alten Corps de Logis (Mittelbau) des Palais neben der Vorhalle auf der Gartenseite den Salon sowie den neu angebauten Saalbau mit großem Speisesaal für diplomatische Empfänge und einem Wintergarten. Der Kabinettsaal wurde vom Erweiterungsbau (1930) zurück in den Konferenzsaal im Obergeschoss des Mittelbaus verlegt. Nach der Fertigstellung der Neuen Reichskanzlei wurde der Kabinettsaal dorthin verlegt, während der Konferenzsaal meist ungenutzt blieb, nur Hitlers Geburtstagsgeschenke wurden hier alljährlich aufgestellt. Außerdem befanden sich in der ersten Etage Hitlers privates Arbeitszimmer, sein Schlafzimmer mit Bad und das Zimmer von Eva Braun. Auf der Gartenseite wurde unter Speisesaal und Wintergarten ein Luftschutzbunker errichtet, der „Vorbunker“ des späteren Führerbunkers.
Nach Plänen von Hitlers Hausarchitekten Albert Speer entstand 1935–1943 die Neue Reichskanzlei entlang der Voßstraße; ein Neubau, der mit seinen monumentalen Ausmaßen von 421 Metern in der Länge den Herrschaftsanspruch der Nationalsozialisten widerspiegeln sollte. Die offizielle Einweihung des in Teilen noch nicht fertiggestellten Bauwerkes fand am 10. Januar 1939 statt. Im Garten der Alten Reichskanzlei wurde westlich des Saalbaus ab 1943 der Führerbunker angelegt.
Im Zweiten Weltkrieg wurde 1945 die Alte Reichskanzlei schwer beschädigt. Am 13. Oktober 1948 ordnete die Sowjetische Militäradministration in Deutschland (SMAD) an, den mit dem NS-Regime verbundenen Gebäudekomplex aus Palais Borsig sowie Alter und Neuer Reichskanzlei abzutragen, weil er zu einer Wallfahrtsstätte von Rechtsextremisten hätte werden können. Die Ruine der Alten Reichskanzlei wurde daraufhin bereits im Laufe des Jahres 1949 beseitigt.

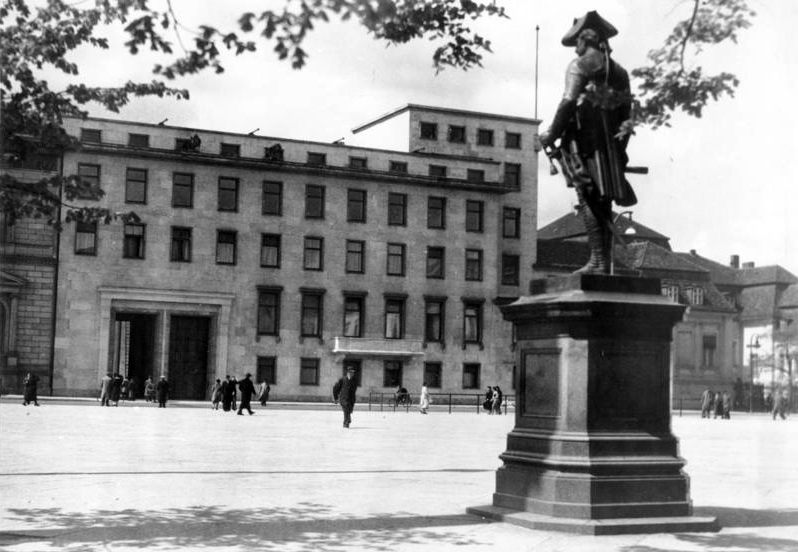
Erweiterungsbau von 1928/30, rechts der Altbau
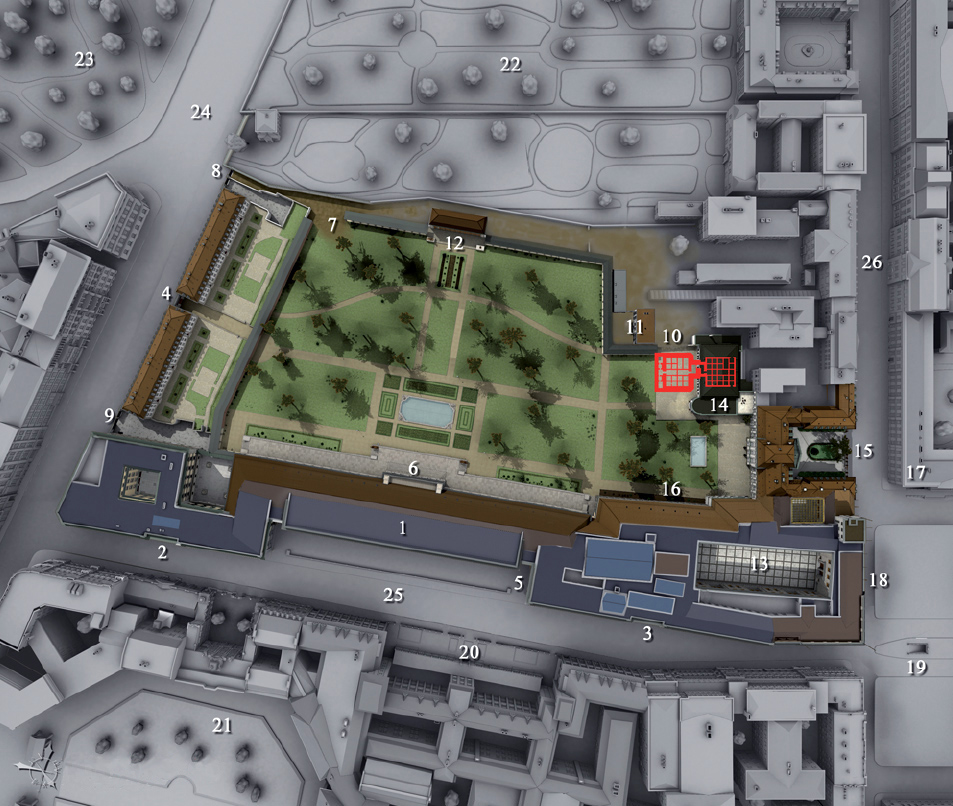
Gebäudekomplex aus Alter (Nr. 15) und Neuer Reichskanzlei (Nr. 1–3), Saalbau (14) mit Bunker (10), Erweiterungsbau (Nr. 18) mit dem Palais Borsig an der Wilhelm- /Ecke Voßstraße
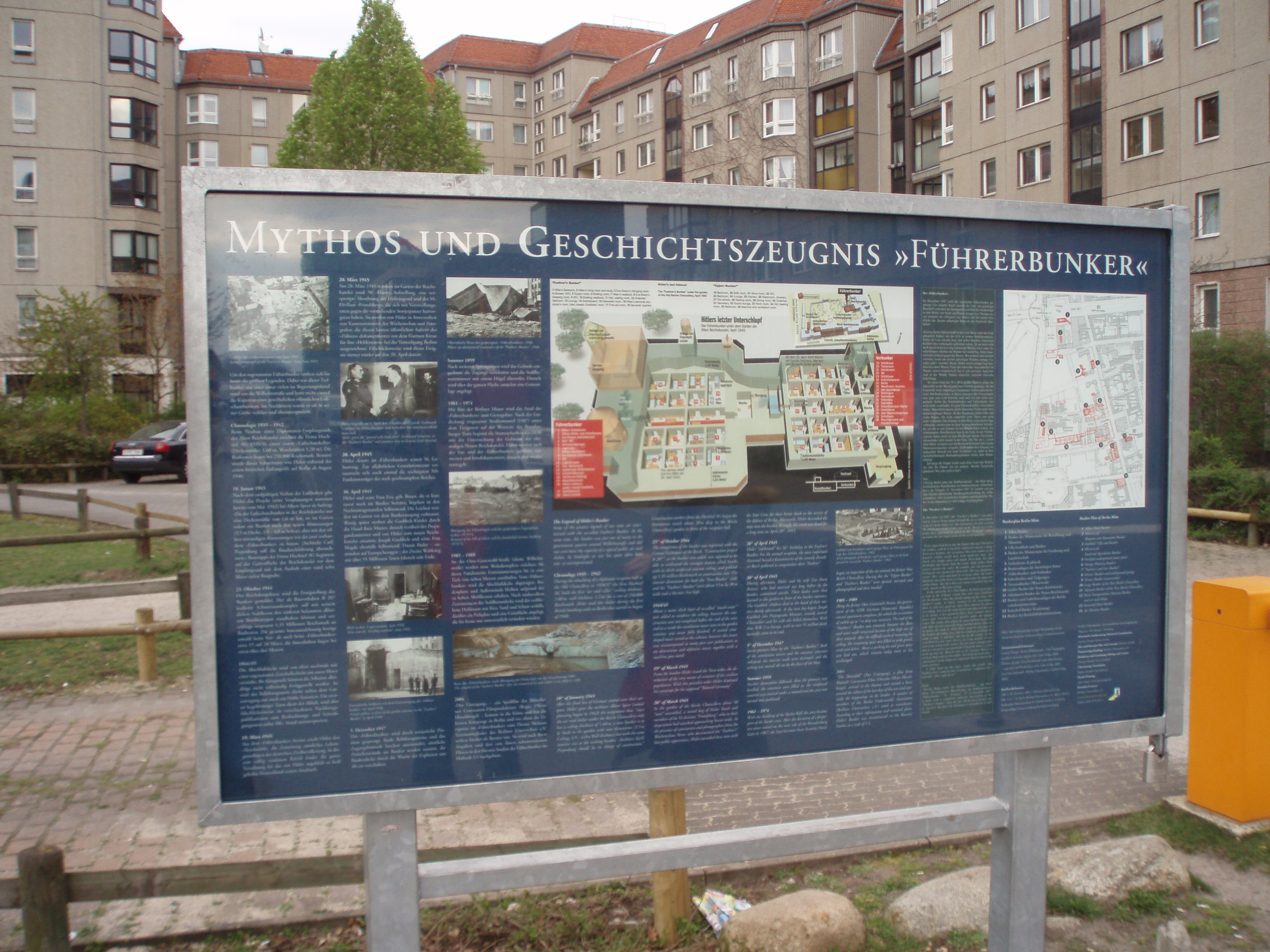
Anzeigetafel Führerbunker im ehemaligen Garten der Alten Reichskanzlei
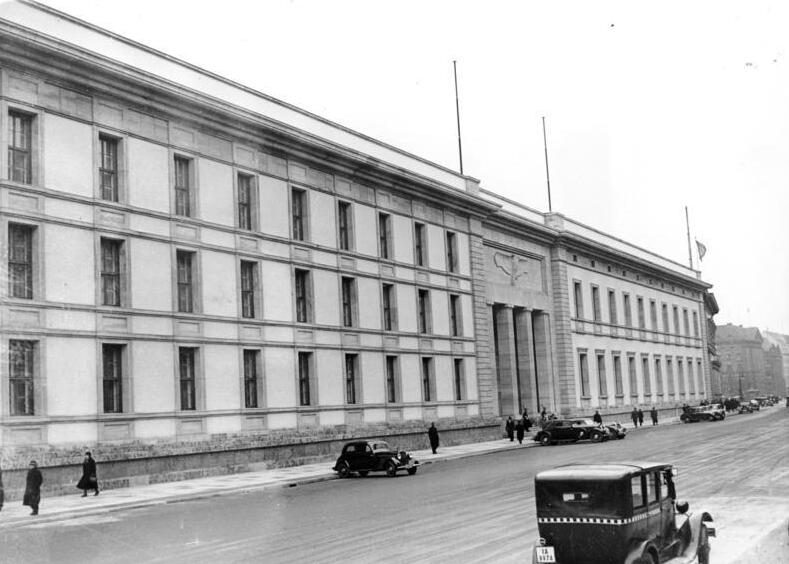
Neue Reichskanzlei (Längsfront Voßstraße)